# Ernst Arnold (Komponist)

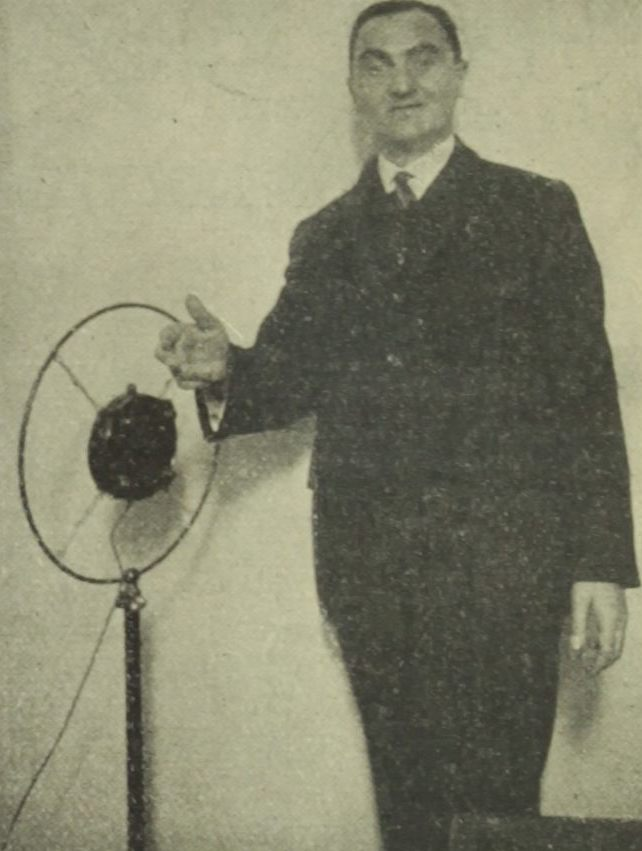
Ernst Arnold, um 1924

Ernst Arnold (* 12. Februar 1892 in Wien; † 5. Jänner 1962 ebenda; mit bürgerlichem Namen Ernst Jeschke) war ein Komponist, Textdichter und einer der bekanntesten Verfasser und Sänger von Wienerliedern. 

## Leben
Gemeinsam mit seinem Bruder Fritz Imhoff besuchte er die Schauspielschule von Ludwig Gothov-Grünecke und debütierte 1912 in Reichenberg in Leo Aschers „Hoheit tanzt Walzer“. 1914 bis 1919 war Arnold an der Grazer Oper engagiert und trat 1917 zum ersten Mal als Interpret eigener Lieder auf. 1919 wechselte er nach Wien ans Carltheater und wurde nach Gründung der RAVAG einer der beliebtesten Sänger im Rundfunk, der in der Folge auch zahlreiche Schallplattenaufnahmen einspielte. Er trat in zahlreichen Filmen und Revuen auf, u. a. mit Karl Farkas, und war später auch häufiger Gast im Fernsehen.
Ernst Arnold komponierte rund 800 Lieder. 1920 erlebte er mit Da draussen in der Wachau (Text: Erwin Weill) und mit Du, nur Du Welterfolge als Komponist. 1938 wurde er von den Nationalsozialisten zeitweilig mit Auftrittsverbot belegt. Er schrieb jedoch inoffiziell Texte für Hugo Wiener und absolvierte Auftritte in der Anker-Bar in der Rotgasse 1 (Standort auch beworben mit Lichtensteg 4 bzw. Hoher Markt Ecke Lichtensteg 4). 1960 wurde er mit dem Großen Silbernen Ehrenzeichen der Republik Österreich ausgezeichnet.
Sein ehrenhalber gewidmetes Grab befindet sich auf dem Wiener Zentralfriedhof (Gruppe 33A, Reihe 2, Nr. 11). 1993 wurde die Parkfläche zwischen Rechter Wienzeile und Wienfluss ab der Pilgramgasse nach ihm benannt; in der nahe gelegenen Hamburgerstraße 20 hatte er seinen letzten Wohnsitz. Ein Teilnachlass befindet sich in der Wienbibliothek im Rathaus.

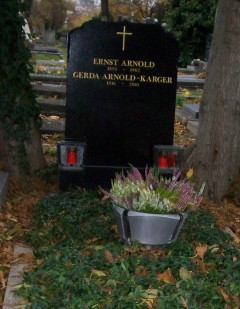
Grabstätte von Ernst Arnold